# 90 (số)
90 (chín mươi) là một số tự nhiên ngay sau 89 và ngay trước 91.